# Bryobia nothofagi
Bryobia nothofagi är en spindeldjursart som beskrevs av Gonzalez 1977. Bryobia nothofagi ingår i släktet Bryobia och familjen Tetranychidae. Inga underarter finns listade.